# Wellentunnel
Der Wellentunnel ist derjenige Raum im Rumpf eines Schiffes, durch den eine Antriebswelle von der Schiffsmaschine durch die Bordwand zum Propeller geleitet wird. Seine Form und Ausprägung ist abhängig von der Form des Schiffsrumpfes.

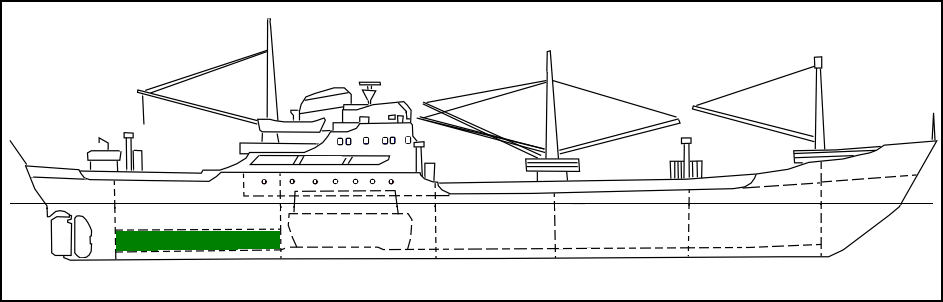
Lage des Wellentunnels in einem Frachtschiff

Schiffe mit mehreren Antriebswellen haben auch mehrere Wellentunnel. Ein Wellentunnel ist bei größeren Schiffen oft ein begehbarer Raum, der gegenüber dem Maschinenraum durch ein Schott wasserdicht abgetrennt werden kann. Da früher die Wellenlager häufig kontrolliert und geschmiert werden mussten, war es wichtig, die Welle über ihre ganze Länge innerhalb des Schiffsrumpfs sehen und warten zu können.

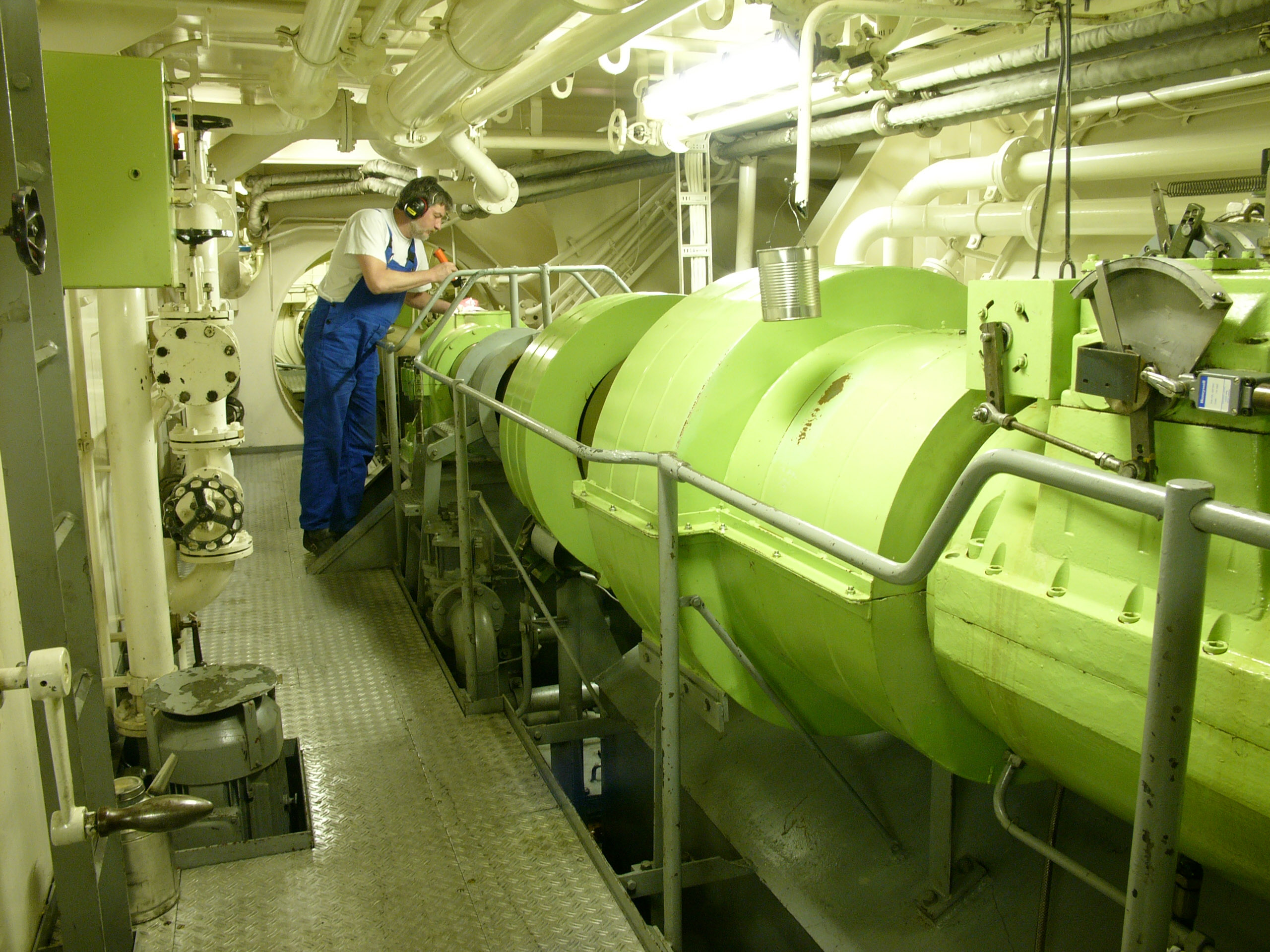
Backbordseitiger Wellentunnel des Forschungsschiffes Polarstern

Die Form eines Tunnels – und daher auch der Name dieses Raums – ergibt sich aus den baulichen Gegebenheiten:
Am bugseitigen Ende dieses Raums hat der Schiffsrumpf noch einen relativ großen Querschnitt, welcher der Rückwand des Maschinenraums entspricht. Normalerweise verjüngen sich Schiffsrümpfe nach achtern kontinuierlich: bei Schiffen mit einem Propeller laufen die Bordwände an der Austrittsstelle der Antriebswelle zusammen – der Querschnitt des Schiffsrumpfes verschwindet auf dieser Ebene also nahezu. Es ergibt sich ein keilförmiger Raum mit gerundeten Außenwänden und teilweise gerundetem Boden, der in der Mitte einen Wartungsgang für die Antriebswelle haben muss.
Dieser Raum konnte im klassischen Schiffbau gut genutzt werden, indem die Welle durch einen tunnelförmigen Gang geleitet wird und die „unförmigen“ Räume drumherum durch Treibstoffbunker oder für Ballasttanks genutzt werden. Dies bietet sich durch die Nähe zum Maschinenraum besonders an.
Nur Schiffe mit klassischen Schiffsschrauben und Wellen haben Wellentunnel. Bei Schiffen mit dieselelektrischem Antrieb gibt es Wellentunnel vom oder von den Fahrmotoren zur Schraube. Die Fahrmotoren müssten nicht unbedingt im Maschinenraum in der Nähe der Generatoren platziert sein, sind es aber aus praktischen Erwägungen und Gründen der Wartungsfreundlichkeit meistens dennoch.
Schiffe mit Pod-Antrieben haben keinen Wellentunnel im klassischen Sinn, sondern eher einen Kabelschacht. Dort muss der elektrische Strom zum Antrieb der Fahrmotoren von den Generatoren im Maschinenraum zu den Pods geleitet werden. Die Montagepunkte der Pods am Rumpf müssen zu Wartungsarbeiten zugänglich sein, aber nicht unbedingt direkt vom Maschinenraum aus.